# Safel El Ouiden
Safel El Ouiden (în arabă سافل الويدان) este o comună din provincia Souk Ahras, Algeria.
Populația comunei este de 2.731 de locuitori (2008).